# 제3회 시네마 디지털 서울
제3회 시네마 디지털 서울은 2009년 8월 19일에 열린 시상식이다.

## 수상 및 후보

### 레드카멜레온상
- 초여름 - 쉬 통 수상

### 블루카멜레온상
- 옥스하이드 II - 리우 지아 인 수상

### 그린카멜레온상
- 도쿄 온리픽 - 마시마 리이치로 수상

### 화이트카멜레온상
- 옥스하이드 II - 리우 지아 인 수상

### 옐로우카멜레온상
- 겨울이 온다 - 소봉섭 수상

### 특별언급
- 호수길 - 정재훈 수상
- 고소 - 자오량 수상

### 무비꼴라쥬상
- 도쿄 온리픽 - 마시마 리이치로 수상
- 오이 - 저우 야오우 수상

### 맥스무비상
- 산책가 - 김예영 수상
- 산책가 - 김영근 수상

### 장편경쟁
- 이태원 살인사건 - 홍기선
- 오이 - 저우 야오우
- 야나카의 황혼빛 - 후나하시 아츠시
- 엔드 오브 러브 - 사이먼 청
- 펜스 - 후지와라 토시
- 가뭄 속의 홍수 - 셔먼 옹
- 푸구 - 파오잔 리잘
- 호수길 - 정재훈
- 아이 - 리우 슈
- 옥스하이드Ⅱ - 리우 지아 인
- 고소 - 자오 리앙
- 쿤덴을 찾아서 - 최재웅
- 섹스 마이 라이프 - 바흐만 모타메디안
- 도쿄 온리픽 - 마시마 리이치로
- 초여름 - 쉬 통

### 한국단편경쟁
- 7×7㎡ - 고석희 외3명
- 종이 한 장 - 강민지
- The Band - 태소정
- 버닝 스테이지 - 양선우
- 어느 게이 소년의 죽음 - 스캇 실스톤
- 사자를 만나다 - 김은호
- 토굴 속의 아이 - 박은영
- 사랑의 십자말풀이 - 양효주
- 호명인생 - 최창환
- 11월 - 강경태
- 시향의 브람스 - 손미
- 김 문 정 - 이지연
- 산책가 - 김영근
- 낯선 꿈들 - 김지곤
- 겨울이 온다 - 소봉섭

### 퍼스펙티브
- 블루 제너레이션 - 가린 누그로호 외2명
- 전화하세요 - 제임스 리
- 카메라 워 - 레흐 코왈스키
- 물거인의 하루 - 이성강
- 이터너티 맨 - 줄리엔 템플
- 날아라 펭귄 - 임순례
- 이렌느 - 알랭 카발리에
- 잘 알지도 못하면서 - 홍상수
- 로스트 인 텔아비브 - 네타 디멧 외1명
- 집 없는 강아지 로미오 - 주갤 한스라이
- 시그래프아시아 ET - 니콜라이 풀시

### 한국단편초청
- 남매의 집 - 조성희
- 먼지 아이 - 정유미
- 꼬마 사장님과 키다리 조수 - 조경자
- 기억하는 공간 - 한동준

### CinDi 익스트림
- 완추트 성의 괴인 얀 포토츠키 - 티모시 퀘이 외1명
- 도쿄 몬스터 - 고이케 고지

### CinDi 올나잇
- 비밀결사 매의 발톱단 2: 나를 사랑한 흑오룡차 - 프로그맨
- 킬러즈 - 키우치 카즈히로 외4명
- 스캐너 다클리 - 리처드 링클레이터

### 디지털 회고
- 어바웃 러브 - 다레잔 오미르바예프
- 킬러즈 - 키우치 카즈히로 외3명
- 스캐너 다클리 - 리처드 링클레이터

### 디지털 복원
- 삼각의 함정 - 이만희

### 00/09: 21세기 한국디지털영화전
- 투디 오어 낫 투디 - 최원재
- 형이상학적 나비 효과의 예술적 표현 - 박기완
- 배낭을 멘 소년 - 정지우
- 신성일의 행방불명 - 신재인
- 이중의 적 - 이지영
- 그랜마 - 조성연
- 지옥 - 2개의 삶 - 연상호
- 남자니까 아시잖아요? - 류승완
- 나는 행복합니다 - 윤종찬
- 인플루엔자 - 봉준호
- 남자다운 수다 - 홍덕표
- 마우스 위드아웃 테일 - 박원철
- 기억의 조각 - 김용덕
- 플레이 테니스 - 류진호
- 송환 - 김동원
- 상어 - 김동현
- 소이연 - 김진만
- 우주의 기억장치 - 최광호
- 스터디 넘버 원 - 정용준
- 당시 - 장률
- 눈물 - 임상수
- 죽어도 좋아! - 박진표